# Qucosa

Logo des Qucosa-Projektes

Qucosa (Abkürzung für Quality Content of Saxony) ist der Dokumenten- und Publikationsserver wissenschaftlicher Bibliotheken in Sachsen. Er ist seit 2009 online und versteht sich als Teil der internationalen Open-Access-Bewegung.

## Geschichte
Qucosa ging aus den Hochschulschriftenservern der sächsischen Universitäten und Hochschulen hervor. Diese Angebote waren auf ihre Einrichtung begrenzt, sie waren untereinander nicht kompatibel, zudem ließen Personalmangel und knapper werdende Finanzen die Weiterentwicklung stagnieren.
Im Jahr 2008 gelang es der SLUB Dresden, EFRE-Mittel für eine mandantenfähige sächsische Gesamtlösung zu gewinnen. Wartung und Weiterentwicklung des Servers sollten an der SLUB erfolgen, die beitragenden Institutionen sollten in getrennten Bereichen arbeiten und doch unter einer gemeinsamen Oberfläche präsentiert werden.

## Teilnehmende Einrichtungen
Neben der SLUB Dresden nehmen folgende Einrichtungen am Projekt teil (Stand: Mai 2013):
- TU Dresden
- TU Chemnitz
- Universität Leipzig
- Helmholtz-Zentrum Dresden-Rossendorf
- TU Bergakademie Freiberg
- Dresden International University
- Hochschule für Technik und Wirtschaft Dresden
- Hochschule für Technik, Wirtschaft und Kultur Leipzig

Bis Oktober 2018 wurden 25.000 Dokumente verschiedener Art auf Qucosa veröffentlicht.

## Anliegen, Realisierung, Nutzungsmöglichkeiten
Getragen von den wissenschaftlichen Bibliotheken im Freistaat Sachsen und kofinanziert von der Europäischen Union im Rahmen des Europäischen Fonds für regionale Entwicklung (EFRE), ermöglicht Qucosa allen interessierten Autoren die kostenfreie Publikation, den Nachweis und die langfristige Archivierung von Dokumenten aus Wissenschaft und Wirtschaft. Alle Dokumente in Qucosa sind im SLUB-Katalog verzeichnet und dank zukunftssicherer URN langfristig online aufzufinden. Auch über internationale Suchmaschinen wie Google Scholar oder BASE kann nach Qucosa-Dokumenten recherchiert werden.
Veröffentlicht werden in elektronischer Form Dissertationen und Habilitationsschriften, Abschlussarbeiten (Bachelor-, Diplom-, Magister-, Masterarbeiten), Studienarbeiten, Forschungsberichte, Proceedings und Kongressbeiträge (InProceedings), Preprints, Bücher und Teile aus Büchern (InBuch), Zeitschriftenbände und -hefte, Zeitschriftenartikel, Vorlesungen, Vorträge, Kompositionen und sonstige Veröffentlichungen.
Bei Qucosa geht es keineswegs nur um Erstveröffentlichungen. Viele Verlage befürworten paralleles Open-Access-Publizieren auf Dokumentenservern, so dass Autoren unter Einhaltung des Urheberrechts die von ihnen verfassten Dokumente zusätzlich – mitunter nach einer Sperrfrist – auf dem Dokumentenserver veröffentlichen dürfen.